# Slaget vid Leipzig (1642)
Slaget vid Leipzig (1642) var en militär drabbning vid den tyska staden Leipzig den 23 oktober 1642 under det trettioåriga kriget där den svenska armén, under befäl av Lennart Torstenson, besegrade den kejserliga armén under befäl av Ottavio Piccolomini och ärkehertig Leopold Wilhelm av Österrike. I svensk krigshistoria är slaget även känt som "andra slaget vid Breitenfeld".

## Bakgrund
Torstensson hade 21 augusti förenat sina styrkor med Carl Gustaf Wrangels trupper och försökte locka den kejserliga armén till strid. Piccolomini hade dock dragit sig undan. För att tvinga fram en strid ryckte den svenska armén fram mot Leipzig och inledde en belägring. Detta fick den kejserliga armén slutligen att rycka fram för att bryta belägringen.

## Slaget
Den svenska armén mötte den kejserliga vid Breitenfeld och intog kvällen den 22 oktober slagställning ungefär på samma plats som Tillys trupper ställt upp tolv år tidigare. I första linjen anfördes vänstra flygeln av Erik Slang, centern av artillerichefen Johan Lilliehöök och Caspar Cornelius  de Mortaigne, samt högra flygeln av Arvid Wittenberg. I andra linjen fördes vänstra flygeln av Hans Christoff Königsmarck, centern av Axel Lillie och högra flygeln av Torsten Stålhandske. Torstensson sökte sig om kvällen med trupperna fram över en vattengrav, men drog sig sedan tillbaka till sin tidigare ställning, för att avvakta fiendens rörelser. På morgonen upptäckte den svenska ledningen att de kejserliga under natten redan gått över vattengraven och nu var tämligen nära de svenska ställningarna.
De kejserligas högra flygel, som anfördes av Hannibal Gonzaga och Bruay, stod en bit framför byn nya Podelwitz. Centern anfördes av Fernemond och Camillo Gonzaga, vänstra flygeln av Bronewal och Buchheim. 
De kejserliga stod dock helt stilla och Torstensson kommenderade hären framåt. De svenska trupperna led dock en hel del förluster efter eld från det kejserliga artilleriet som var bättre riktat än det svenska. En kanonkula träffade Torstenssons häst och slet av all dess päls på ena sidan, varefter den gick vidare och sköt huvudet av pfalzgreven Carl Gustafs häst strax bredvid, dödade en ryttmästares häst, slet därefter krigsrådet Lars Grubbe av på mitten, och stannade sedan den krossat benet på en fältskrivare. Erik Slang, som gjort sig känd som "Sveriges Leonidas" under sitt försvar av Neuburg under Johan Banérs återtåg, träffades av en kula och stupade. Den vänstra flygeln råkade härigenom i oordning, och en del kanonbesättningar lämnade sina pjäser, men pfalzgreven Carl Gustaf och Königsmarck lyckades med gemensamma ansträngningar återställa ordningen. Samtidigt nådde Wittenberg och Stålhandske på den högra flygeln fram till de kejserliga trupperna. De här stående ungrarna och kroaterna tog genast till flykten. Ärkehertigen skyndade fram för att uppmuntra sina trupper att hålla stånd, men förgäves. Snart var hela de kejserligas vänstra flygel på flykt. Nu nådde även den svenska centern fram till de kejserliga ställningarna. Här höll det kejserliga försvaret bättre, men Lilliehöök som märkt att de kejserligas vänstra flygel vikt, skickade några regementen ur andra linjen att ta fienden från sidan. 
De kejserliga försökte nu retirera mot en skogsdunge, dit ärkehertigen skickat sitt livgarde. Lilliehöök ledde ett anfall mot höjden men träffades av en kula, dödligt sårad. Pfalzgreven Carl Gustaf ledde kort därpå ett nytt anfall mot höjden och drev snart bort fienden. Ungefär samtidigt vände vinden som tidigare legat mot svenskarnas håll om, och låg nu istället mot de kejserligas håll, och ökade förvirringen i den kejserliga armén vars reträtt övergick i flykt.

## Följder
Bytet för svenskarna blev alla fiendens kanoner, 46 till antalet, en betydlig mängd fanor, 50 ammunitionsvagnar och över 100 trossvagnar. Hela ärkehertigens tross och silver var bland bytet. 
I Leipzig hade man glatt sig åt svenskarnas avtågande från staden, men glädjen blev ej långvarig. Just som man kom från kyrkan, möttes man av en mängd sårade kejserliga soldater. Kort därpå ankom en svensk trumpetare och krävde stadens kapitulation. Man nekade, men då Torstensson kort därefter anlände och inledde en belägring tvingades man förhandla om en betydlig brandskatt.